# Președintele Statelor Unite ale Americii
Președintele Statelor Unite ale Americii (câteodată abreviat în engleză ca „POTUS” conform President of the United States) este simultan președintele și șeful guvernului Statelor Unite ale Americii. Conform Constituției SUA, președintele în exercițiu este și șef de guvern (în engleză chief executive) al guvernului federal al Statelor Unite și, totodată, comandantul suprem al forțelor armate. 
Articolul II a Constituției Statelor Unite acordă puterea executivă a Statelor Unite președintelui și îl împuternicește cu aplicarea legii federale, alături de responsabilitatea numirii executivului federal, diplomaților și a ofițerilor judiciari precum și ratificarea tratatelor cu puterile străine, după consultarea și consimțământul Senatului. Președintele este de asemenea împuternicit să acorde grațieri federale și de a convoca sesiuni extraordinare ale uneia sau ambele camere a Congresului, în condiții extraordinare.
De la fondarea Statelor Unite, puterea președintelui și a guvernului federal a crescut substanțial și fiecare președinte modern, în ciuda faptului că nu deține nici o putere legislativă, alta decât de semnarea legilor sau ridicarea dreptului de veto, este în mare măsură responsabil pentru dictarea agendei legislative a partidului său precum și a politicilor interne și externe a Statelor Unite. Din cauza statutului Statelor Unite ale Americii de superputere și marii puteri economice, președintele american este adesea considerat cea mai puternică persoană a lumii, fiind adesea una dintre cele mai bine cunoscute figuri publice. În timpul războiului rece, președintele american a fost adesea considerat ca „liderul lumii libere” (conform originalului din engleză, „the leader of the free world”), perifrază cu care este încă cotat astăzi.
Președintele Statelor Unite nu este ales direct de către poporul american ci indirect prin intermediul unui Colegiu Electoral pentru un mandat de patru ani și este unul dintre singurii doi ofițeri federali aleși la nivel național, alături de Vice-președintele Statelor Unite.
Cel de-al 22-lea amendament, adoptat în 1951, interzice oricui să fie ales ca președinte pentru un al treilea mandat. Interzice, de asemenea, ca o persoană să fie ales pentru mai mult de un mandat dacă înainte a îndeplinit funcția de președinte sau președinte interimar pentru mai mult de doi ani în mandatul de președinte al altei persoane. În total, 45 de președinți au îndeplinit mandatul. Donald Trump este cel de-al 47-lea președinte american. Mandatul său a început pe 20 ianuarie 2025, orele 12:00:00 (UTC−5) și va dura până în anul 2029.
Statele Unite ale Americii a fost prima țară care a creat funcția de președinte ca șef de stat al unei republici moderne. Astăzi, funcția în sine a generat o copiere și multiplicare a modelului inițial american la scală globală, acolo unde există un sistem de guvernare de tip prezidențial. Primul președinte al Statelor Unite ale Americii a fost George Washington, care a servit două mandate (sau termene), între 1789 - 1793 și 1793 - 1797.

## Președinte al Statelor Unite al Congresului în Sesiune
Articolele Confederației, adoptate în 1781, au constituit prima formă a unui act de guvernare al Statelor Unite ale Americii, fiind de fapt o primă încercare de a scrie o constituție modernă. Aceste articole au fost teoretic înlocuite de Constituția Statelor Unite ale Americii, în ziua de 21 iunie 1788, când statul New Hampshire a fost cel de-al nouălea stat din cele treisprezece originare care să ratifice Constituția SUA. În realitate, Articolele Confederației au fost în efect până în ziua de 29 mai 1790, când ultimul stat (Rhode Island) a ratificat Constituția SUA.
După adoptarea Articolele Confederației, funcția de Președinte al Congresului Continental a fost re-numită President of the United States in Congress Assembled, în română, Președinte al Statelor Unite ale Americii al Congresului în Sesiune.
Din punct de vedere funcțional funcția de Președinte al Statelor Unite ale Americii al Congresului în Sesiune (P al SUA al CS) era destul de diferită de funcția modernă de Președinte al Statelor Unite ale Americii. De fapt, acel Președinte nu era nici un șef de stat și nici un șef de guvern, acea persoană nu era nimic mai mult decât un președinte al unei adunări legislative, mai exact un conducător temporar al unei legislaturi a Congress-ului Statelor Unite aflate în faza lor incipientă de organizare.
După înlocuirea Articolelor Confederației cu moderna Constituție a Statelor Unite ale Americii, progresiv între 1787 și 1790, funcția de Președinte al Statelor Unite ale Americii al Congresului în Sesiune a fost dizolvată, iar rolul acesteia, împreună cu alte puteri învestite specifice fiecărei funcții, a fost conferit altor trei poziții executive:
- Președinte al Camerei Reprezentanților a SUA (conform originalului din engleză, Speaker of the United States House of Representatives);
- Președinte al Senatului Statelor Unite ale Americii (conform originalului din engleză, President of the United States Senate, care este simultan și vicepreședintele Statelor Unite ale Americii) și
- Președintele Pro Tempore al Senatului Statelor Unite ale Americii (conform originalului din engleză, President Pro Tempore of the United States Senate).

Astfel, ramura executivă a guvernului Statelor Unite ale Americii a fost înființată, prin separarea executivului de legislativ, și deci funcția de Președinte al Statelor Unite ale Americii a fost creată.

## Monumentul președinților americani de peMuntele Rushmore

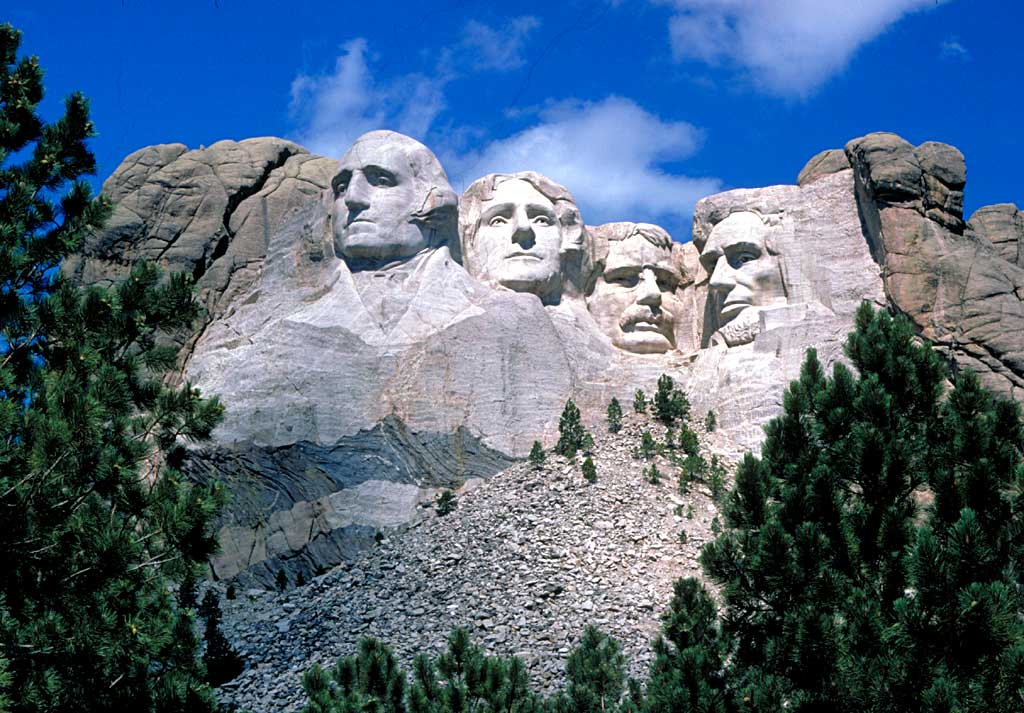
Monumentul președinților americani de pe Muntele Rushmore. De la stânga la dreapta: George Washington, Thomas Jefferson, Theodore Roosevelt și Abraham Lincoln.

Pe un versant al Muntelui Rushmore de lângă orașul Keystone, statul Dakota de Sud, au fost executate între anii 1927 și 1941 patru sculpturi de 18 m înălțime ale președinților americani George Washington, Thomas Jefferson, Theodore Roosevelt și Abraham Lincoln (de la stânga la dreapta).

## Busturi ale unor președinți americani
Sculptorul american David Adickes a creat între 2000-2004 un număr de 43 busturi ale președinților americani, înalte de 5-6 m. Lipsesc, normal, ultimii trei președinți (Barack Obama, Donald Trump și Joe Biden). Busturile au fost prezentate publicului în parcul „Presidents Park” din Williamsburg, Virginia, între anii 2004-2010. În anul 2010 parcul a fost închis, din cauza numărului prea mic de vizitatori. Busturile au fost preluate de un fermier din apropiere, care le-a depozitat pe terenul său. Majoritatea busturilor sunt în prezent deteriorate.